# 杜布羅夫尼克文法學校
杜布羅夫尼克文法學校是位於克羅埃西亞城市杜布羅夫尼克的一座文法學校，由天主教杜布羅夫尼克教區管理運營。杜布羅夫尼克文法學校是這座城市歷史最古老的教育機構。